# Дячук Назар Юрійович
Наза́р Ю́рійович Дячу́к — український спортсмен-пауерліфтер, майстер спорту України міжнародного класу.

## Спортивні досягнення
- 2009 року виграв чемпіонат світу з жиму лежачи серед юнаків, здобув звання майстра спорту міжнародного класу.
- 2014 року на Чемпіонаті світу серед юніорів із пауерліфтингу здобув золоту нагороду привіз коломийський спортсмен.